# Läderrenett
Läderrenett är en fransk äppelsort. Äpplet kom till Sverige under 1700-talet. Äpplet är litet till medelstort, och har ett skrovligt skal. Köttet är till konsistensen torrt, och till smaken syrligt samt sött. Läderrenett mognar omkring februari och håller sig därefter vid god förvaring, till omkring, sen vår. Äpplet passar bäst i köket. I Sverige odlas Läderrenett gynnsammast i zon 1-2.